# Sphaerotheca
A Sphaerotheca a kétéltűek (Amphibia) osztályába, a békák (Anura) rendjébe és a  Dicroglossidae családjába tartozó nem.

## Elterjedése
A nembe tartozó fajok délkelet-Ázsiában honosak

## Rendszerezés
A molekuláris adatok alapján közeli rokonságban állnak a Fejervarya nemmel.
A nembe az alábbi fajok tartoznak:
- Sphaerotheca breviceps (Schneider, 1799)
- Sphaerotheca dobsonii (Boulenger, 1882)
- Sphaerotheca leucorhynchus (Rao, 1937)
- Sphaerotheca magadha Prasad, Dinesh, Das, Swamy, Shinde, and Vishnu, 2019
- Sphaerotheca maskeyi (Schleich and Anders, 1998)
- Sphaerotheca pashchima Padhye, Dahanukar, Sulakhe, Dandekar, Limaye, and Jamdade, 2017
- Sphaerotheca pluvialis (Jerdon, 1853)
- Sphaerotheca rolandae (Dubois, 1983)
- Sphaerotheca strachani (Murray, 1884)
- Sphaerotheca swani (Myers and Leviton, 1956)